# Филатовка (Седельниковский район)
Филатовка — упразднённая деревня в Седельниковском районе Омской области. Входила в состав Евлантьевского сельского поселения. Исключена из учётных данных в 1999 г.

## География
Располагалась на левом берегу реки Кильчеть, в 1 км к югу от села Евлантьевка.

## История
Основана в 1909 г. В 1928 году состояла из 43 хозяйств; в деревне имелась школа 1-й ступени. В административном отношении входила в состав Богдановского сельсовета Седельниковского района Тарского округа Сибирского края.

## Население
По данным переписи 1926 г в деревне проживало 219 человек (98 мужчин и 121 женщина), основное население — русские.

## Хозяйство
По данным на 1991 г. деревня являлась бригадой колхоза имени Чапаева.